# Meelis Kiili
Meelis Kiili, né le 20 mars 1965, est un major général estonien. Depuis décembre 2012, il est le commandant de la Ligue de défense estonienne.

## Carrière militaire

### Forces armées estoniennes
Meelis Kiili rejoint les forces armées estoniennes lors de leur reconstruction dans les années 1990. 
Il est nommé en 2005 chef d'état-major des forces terrestres, et en 2006, adjoint au chef d'état-major des forces armées. De 2008 à 2010, il occupe le poste d'attaché militaire aux États-Unis et au Canada. En 2009, il est promu colonel, et en octobre 2010, général de brigade,.

### Organisations paramilitaires
Deux mois après sa promotion au grade de général de brigade, Meelis Kiili est nommé commandant de l’Institut de défense de la Baltique. Il quitte ce poste en décembre 2012 et devient commandant de la Ligue de défense estonienne.

## Vie personnelle
Meelis Kiili est marié et père de deux filles. Avant sa carrière militaire, il étudie à l'Université estonienne des sciences de la vie, de 1984 à 1991.
En mai 2015, Kiili est ajouté à la liste russe des personnes sanctionnées (en), l'empêchant d'entrer en Russie.